# Narcís Oller
Narcís Oller y Moragas,  född den 10 augusti 1846 i Valls (Tarragona), död den 26 juli 1930 i Barcelona, var en katalansk författare.
Oller utövade en tid advokatyrket, innan han helt ägnade sig åt prosadikten, där han enligt Adolf Hillman dokumenterade sig "som en äkta talang i kraftig realistisk riktning kryddad af humor". För Sor Sanxa, Isabel de Galcercán och L'escanya pobres, som Hillman kallar "en gripande skildring af girigheten", prisbelönades Oller vid "Juegos florales". Ollers övriga arbeten är Croquis del natural (1879), La papallona (1882), La febre d'or (samma år), Notas de color (1883), Vilaniu (1886) och De tots colores (1888). De flesta av Ollers arbeten finns även på kastilianska, och många är översatta till de flesta europeiska språk.